# 38-я Восточно-Боснийская дивизия
38-я Восточно-Боснийская дивизия НОАЮ (сербохорв. Тридесетосма источнобосанска дивизија НОВЈ / Tridesetosma istočnobosanska divizija NOVJ) — воинское формирование Народно-освободительной армии Югославии, участвовавшее в Народно-освободительной войне против немецких войск.

## История

### Образование
Дивизия образована по приказу Верховного штаба НОАЮ от 6 марта 1944 в селе Брджани около Биелины. В состав дивизии вошли 17-я Маевицкая бригада, 18-я Хорватская Восточно-Боснийская бригада, Маевицкий партизанский отряд, Тузланский партизанский отряд и Посавско-Требавский партизанский отряд. На момент образования дивизия насчитывала около 3 тысяч человек. До конца войны подчинялась 3-му боснийскому армейскому корпусу НОАЮ.

### 1944 год
До середины апреля 1944 года дивизия действовала на территории горы Маевицы и в Посавине. Совместно с 16-й и 36-й Воеводинскими дивизиями вела бои против 13-й горной дивизии СС «Ханджар». В ходе тех боёв 17-я маевицкая бригада была отброшена за Бирчу, но эвакуировала раненых из корпусной больницы в Доне-Трнаве, а 18-я бригада и Посавско-Требавский отряд отступили в Центральную Боснию и временно были переведены под командование 53-й Средне-Боснийской дивизии.
В середине мая штаб 38-й дивизии вместе с 17-й бригадой и 16-я дивизия снова отправились на Маевицу для оказания помощи 36-й Воеводинской дивизии, но все три снова были отброшены превосходящими силами противника и ушли с Маевицы на гору Конюх. В июне 38-я дивизия вместе с 16-й и 36-й дивизией отбила Маевицу и Семберию, разгромив объединённые силы немцев и четников на высоте 443 в Заеднице, в Лопарах и других местах. В июле — августе с остатками сил 3-го Боснийского и 12-го Воеводинского корпусов участвовала в боях против немцев, которые попытались предотвратить прорыв НОАЮ на территорию Сербии. Благодаря маневрированию все силы избежали разгрома, а в сентябре приняли участие в освобождении местечек в долине Спречи и в Посавине. 17 сентября Тузлу освободила 27-я Восточно-Боснийская дивизия, и на фоне массового притока добровольцев 17-я маевицкая, 18-я Хорватская бригады и Тузланский отряд и 38-й дивизии вывели по одному батальону, из которых 19 сентября была образована 21-я Восточно-Боснийская бригада (21-я Тузланская).
В октябре в разгар Белградской операции 38-я дивизия, прорвавшись через Брчко, Биелину и Зворник, разбила 13-ю горную дивизию СС «Ханджар». С 16 октября начались многочисленные случаи дезертирства личного состава из разгромленного «Ханджара», и многие ушли к партизанам с оружием. К 29 октября из Орашье и Миоче к партизанам перебежали ещё 700 боснийских мусульман из «Ханджара», разделившись между 17-й маевицкой и 21-й тузланской бригадами. В ноябре — декабре 1944 года 38-я дивизия продолжила бои против четников и немецкой группы армий «E», которые через долину Дрины отступали на север у Зворника, Маевицы, Брчко, Биелины и Тузлы. Вместе с 27-й Восточно-Боснийской дивизией 38-я дивизия 27 декабря в районе Тузлы разбила группу из 8 корпусов четников численностью 8 тысяч человек.

### 1945
В январе — феврале 1945 года 38-я дивизия продолжила с силами 3-го корпуса и 2-й армии вести бои против 22-й пехотной дивизии вермахта. 10 марта 1945 года в составе 38-й дивизии появилась артиллерийская бригада. 25 марта было взято Олово, с 28 марта по 10 апреля дивизия освобождала Сараево. В составе 3-го корпуса к середине мая 1945 года разгромила основные силы Дражи Михаиловича в Юго-Восточной Боснии.

## Известные военнослужащие
- Франьо Херлевич, командир дивизии, генерал-полковник ЮНА и Народный герой Югославии.
- Миряна Калабич, дочь воеводы четников Николы Калабича, мобилизована в 18-ю Хорватскую бригаду в возрасте 15 лет[4].